# Makoto Kino
Sailor Jupiter (セーラージュピター Sērā Jupitā) este unul din personajele principale ale seriei anime Sailor Moon. Ea este una din cele 4 inner senshi. A fost a cincea senshi descoperită de către Sailor Moon. Numele ei real este Makoto Kino(まこと 木の Kino Makoto) sau Lita Kino în limba engleză.

## Povestea
Ea este prințesa planetei Jupiter. Makoto a fost însărcinată cu datoria de a o proteja pe prințesa Serenity.
În timpul Regatului de Argint, Sailor Jupiter a fost,de asemenea,Printesa pe planeta ei.Ea a fost printre cei care aveau obligatia de a o proteja pe Prințesa Serenity din Regatul Lunii.
Nume:Makoto Kino
Sex:Feminin
Specie:Uman(care cuprinde un spirit planetar)
Locuiește:Azabu-Juuban,Minato-ku,Tokio
Ocupație:Studentă,Sailor Senshi
Alias:Sailor Jupiter,Prințesa Jupiter(manga)
Prima apariție anime:Episodul 25
Prima apariție manga:Actul 5
Prima apariție PGSM:Legea 6 Studenta transferată e Sailor Jupiter

## Despre ea
Makoto are o personalitate puternică și este sugerată în înălțimea ei fizică. Ea este din punct de vedere fizic foarte puternică și de fapt s-a zvonit că a fost dată afară de la cealaltă școală a ei pentru că anterior s-a bătut. Ea este foarte independentă, și așa cum a fost orfană la o vârstă fragedă și a trebuit să aibă grijă de ea singură. Părinții ei au murit într-un accident de avion, la care acesta e motivul pentru care are o teamă de zbor. În anime Makoto, a spus că locuiește singură dar nu a menționat niciodată în mod explicit dacă părinții ei sunt morți, în dublajul din engleză. Ea spune că nu poate avea grijă de o pisică pentru că mama ei este alergică, iar mai târziu, în ultimul sezon, Makoto a fost prezentă urcând la bordul unui avion fără nici o teamă. În seria live-action, Makoto spune "moartea" părinților ei într-o amintire în actul 6 dar modul în care au murit nu a fost menționat. Ea este văzută ca un protector, chiar și înainte de a deveni Senshi. Ea este, de asemenea, curioasă, vulnerabilă- datorită nevoii sale de a avea grijă de ea, și nu are mulți prieteni apropiați, asta până când Usagi Tsukino s-a oferit să stea cu ea. Makoto este întotdeauna un bucătar care a impresionat-o mult pe Usagi. Când Makoto a apărut prima dată, ea a avut un prânz uimitor făcut de ea și Usagi a fost tentată să ceară o parte din ea. După ce s-a întâlnit cu Usagi, acesta a aflat că Makoto nu a rănit pe nimeni și că este o prietenă minunată. Stilul ei este foarte feminin și ea este destul de băiețoasă, dar nu la fel mult ca Haruka. Ea s-a tranferat la liceul Municipal Juuban, deoarece vântul a condus-o acolo. Ea purta încă uniforma de la vechea s-a școală Juuban, deoarece școala nu a putut emite mărimea ei, provocând-o să iasă chiar mai mult în evidență. Ea are o fustă lungă, care atunci când este unită cu părul ei creț a fost un tac vizual comun pentru o sukeban (fată delicventă), la momentul în care seria a fost creată. Cu toate acestea spre deosebire de alte fete delicvente părul lui Makoto este ondulat natural. În ciuda aspectului ei dur, ea este blândă. Una dintre ciudățeniile ei, este faptul că ea e mereu obsedată de băieți, pe care ea îi compară cu vechiul ei "sempai"(prieten). În manga prietenul ei este menționat doar o dată sau de două ori și în seria live-action o parte integrantă a lui Makoto este ceea ce simte că trebuie să fie singură. Ea are de asemenea o personalitate băiețească, care poate fi una din motivele pentru care este singură înainte de ale întâlni pe Sailor Senshi, băieți nu au îndrăznit să se apropie de ea deoarece pur și simplu (cu toate că nu a vrut) dintr-un motiv oarecare ea i-a speriat. Makoto are tipul de sânge O.

## Aspect
Makoto are ochii de culoare verde închis și păr lung ondulat de culoare maro prins în coadă de cal, cu un elastic care are două bile verzi. Ea este o adolescentă care are 14 ani (15 în sezonul trei și patru și 16 în sezonul 5) și este neobișnuit de înaltă pentru vârsta ei situându-se la 5'6". Makoto are două fire de păr lungi care atârnă pe fiecare parte a capului ei. Ea în special poartă mereu cercei roz cu trandafiri. Lui Makoto îi place să poarte haine de care sunt puțin de băieți, dar în același timp elegante. Îi place să poarte tricouri cu mâneci scurte atât în timpul iernii, când ea le poartă cu o bluză cu mâneci lungi dedesupt. Ea a purtat mai târziu aceeași ținută de școală ca Usagi și Ami deoarece acestea au participat la aceelași liceu.

## Forme
Costumul de marinar al lui Jupiter are un guler de culoare verde închis, fusta verde, cu funde de culoare roz, la spate, cizme verzii,o bentiță verde la gât și o tiară cu o piatră verde. Ea poartă cercei roz cu trandafii, și un elastic de păr cu două bile rotunde verzi pe el. Ea a purtat de asemenea o curea cu trandafir în manga și PGSM.

După "Super" îmbunătățirea, bentița de la gâtul ei a adăugat o stea galbenă, gulerul de marinar a avut o dungă albă, centrul fundei sale (cu broșa) a devenit o inimă verde, în partea de jos umerii ei au devenit transluciți, și funda din talia ei s-a extins și prelungit. Costumul ei a fost aproape complet identic cu cel din versiunea manga. Singura diferență este că steaua de pe bentiță este o piatră prețioasă.
În manga arc Stars, Makoto împreună cu Senshi din Sistemul Solar, au câștigat ultima actualizare Senshi în formă "Eternal". Bentița de la gât are formă de V, și funda din centru (cu broșa) a devenit o stea cu cinci colțuri verzi. Funda frontală în sine a rămas roz. Tampoanele de pe umerii ei au devenit mai mari și mai rotunzi, și sunt verde deschis, și au avut două petici verzi materialiste atașate pe partea de jos. Mănușile ei au devenit mai mari, ajungând până la brațele ei superioare. Centura ei are două panglici verzi, luminoase și închise, și a avut două panglici verzi lungi și subțiri la spate care au o stea și funda din spate este de culoare verde luminos. Fusta ei are două straturi verzi (una deschisă și alta închisă). Cizmele ei verzi regulate au devenit mai lungi de culoare albă, cu o frontieră verde în formă de V, cu o stea de aur în partea de sus. Tiara ei s-a schimbat în loc de bijuterie a devenit o stea verde cu cinci colțuri, iar cerceii ei cu trandafirii au crescut și au devenit stele verzi suspendate cu cinci colțuri.
În timpul Regatului Lunii, ea a domnit pe planeta Jupiter. Ea este Sailor Senshi al Naturii și Forței de aderență. Makoto a locuit în Regatul Lo și a purtat o rochie verde. Rochia sa verde, are o curea cu doi trandafiri mici și verzi la șolduri. Rochia ei este foarte lungă și are o ruptură mică la partea stângă care crește.
Ea are o bentiță verde la gât și un trandafir roșu în mijlocul părului ei.

## Transformări
- Jupiter Power!Make-up!- primul ei stilou de transformare în Sailor Jupiter
- Jupiter Star Power!Make-up- al doilea stilou de transformare în Sailor Jupiter.
- Jupiter Crystal Power!Make-up!- rodul de cristal pentru a se transforma în Super Sailor Jupiter.

## Puteri
Makoto deține puteri asupra fulgerelor și asupra plantelor. Atacurile ei sunt:
- Sparkling Wide Pressure-un atac modernizat de Sailor Jupiter potrivit căreia a apărut în sezonul doi.O minge electrică a fost aruncată din mâinile ei.
- Supreme Thunder-primul atac utilizat de Sailor Jupiter.Ea a trimis un balon de energie electrică care a fost colectat de tiara ei.
- Supreme Thunder Dragon-o versiune mai puternică a tehnici Supreme Thunder care a fost în forma unui dragon.Acest atac a fost folosit doar o dată în sezonul doi.
- Jupiter Oak Evolution-un atac folosit de Sailor Jupite în sezonul patru.Ea trimis bile de energie către adversar.Spre deosebire de atacurile precedente care au avut energie electricǎ în ton cu zeul ei roman al fulgerelor Jupirer,acest atac este asociat cu arbori.

## Trivia
- Primul aspect al lui Makoto a fost în manga până la sfârșitul Legii 4, chiar dacă identitatea ei nu a fost descoperită până la Actul 5.
- Sursa de dezbatere între fani despre Makoto pentru un timp. Chiar dacă ea are 14-15 ani în anime, nu a fost niciodată în mod explicit modul în care a fost măsura de sprijin, deși o teorie populară a fanilor este că ea a trăit de o moștenire lăsată de la părinții ei.
- Fusta ei foarte lungă, de la uniforma școlară precedentă purtată în tot timpul perioadei sale de junior mare, împreună cu stilul pantofilor săi, a fost un simbol al școlarelor restante sau simbol de tip gangster. Cu toate acestea, în seria live-action acest costum nu a fost reprodus, probabil că s-au schimbat ultra-micro fustele și au fost în standardul kogyaru, și era nepotrivit pentru publicul țintă al show-ului pentru copii mici.
- În seria live-action, Makoto a declarat că avea o mare aversiune pentru cartofi.
- Numărul de membru al lui Makoro în Clubul Fanilor Three Lights a fost 1606.
- Primul nume al lui Makoto se pronunță la fel ca "sinceritate" și "adevăr". Inițial numele ei a fost "Mamoru" care îmseamnă "a păzi / a proteja".
- Numele ei complet este un sens al jocului de cuvinte pentru fraza "fidelitate de lemn".
- Multe glume despre "talentul" lui Makoto sunt adesea făcute de fani. Asta se referă la episodul 50 dublat DIC "Oglindă, oglinjoară de pe perete" (episodul 56, "Fură sărutul lui Mamoru! Strategia lui Ann ca Albă ca Zăpada"), în cazul în care Lita a spus că ar trebui să joace rolul lui Albă ca Zăpada, deoarece ea avea mai mult "talent", în aceelași timp sânii ei au fost prezenți în mod vizibil pe ecran. În anime-ul original, Makoto a spus că ar trebui să primească rolul deoarece ea a avut cei mai mari sâni. Ca o trimitere la această prezență, fanii anime utilizează ocazional termenul "talentat" ca un eufemism pentru cine are pieptul mare.
- Printre celelalte Inner Senshi, Makoto / Sailor Jupiter este cel mai puternic luptător fizic (în timp ce Usagi / Sailor Moon este mai puternică în termenul folosirii magiei). Cu toate acestea în episodul 96 din sezonul trei, ea și Haruka / Sailor Uranus au făcut o încăierare, care a indicat faptul că Haruka a fost chiar mai puternică. Cu toate acestea, încheietura lui Haruka a fost ruptă de o lovitură a lui Makoto, și ea a remarcat faptul că probabil meciul cu Makoto a fost egal.
- Planeta ei natală, Jupiter este cea mai mare planetă din Sistemul Solar. Acel nor gigant sub formă de manta este de asemenea, remarcabil pentru vremea turbulentă (de exemplu furtuni sau fulgere).
- În timpul etapelor de planificare funcțională a manga-ului Codename: Sailor V, Makoto a fost numită Mamoru Chino, care a fost puternică la fel ca omologul său Sailor, dar a fost o fată lider a unei bande care fumează.
- Un gag rulat în serie este faptul că atunci când întâlnește orice băiat, Makoto îl compară cu "colegul de clasă care i-a rupt inima". În manga originală japoneză și anime numele lui e necunoscut, dar dublajul din engleză Lita se referă la el ca Freeddy.
- În actul special de final din PGSM, Makoto devine angajata lui Motoki Furuhata.
- Părul ei seamănă cu cel al lui Natsushi Ushiromiya din Umineko no naku koro ni.
- În manga, se arată că Makoto are multe plante, în apartamentul ei.
- Se spune că Makoto adoră toate produsele alimentare, dar mai ales plăcinta de cireșe și chiftelele. Visul ei este să se căsătorească și să aibă propriul magazin de tort și o florărie. Ea iubește romanele de dragoste, cupărăturile și jocurile video. Culorile ei preferate sunt verde și roz (culorile uniformei sale fuku Senshi), piatra sa prețioasă preferată este smaraldul, floarea sa favorită este trandafirul și animalele sale preferate sunt caii și peștii tropicali. Ea urăște trișorii. Se spune de asemenea că ora sa preferată este economia și urăște fizica.